# Bert Van Ende
Bert Van Ende, né le 21 mars 1959 à Turnhout,, est un coureur cycliste belge. Professionnel de 1982 à 1988, il s'est principalement illustré dans des kermesses belges en obtenant plusieurs victoires et diverses places d'honneur.

## Palmarès
- 1978
  - 5eb (contre-la-montre) et 6e étapes du Ronde van de Kempen
- 1979
  - 5eb étape du Ronde van de Kempen
- 1981
  - Bruxelles-Opwijk
  - Bruxelles-Zepperen
- 1983
  - 2e du Grand Prix du Canton de Zurich
  - 3e du Circuit de Neeroeteren
  - 3e de l'Omloop van de Westkust
- 1984
  - 2e du Grand Prix Pino Cerami
- 1985
  - 3e de la Maaslandse Pijl
- 1986
  - Circuit de la région linière
  - 3e de la Puivelde Koerse
- 1987
  - Mosselkoers
  - 3e du Grand Prix Briek Schotte
- 1989
  - 1re étape du Tour du Limbourg amateurs
  - Anvers-Tielen
- 1992
  - 2e de la Gouden Pijl
- 1995
  - 3e de l'Omloop van de Rupelstreek